# 882
882（八百八十二、はっぴゃくはちじゅうに）は自然数、また整数において、881の次で883の前の数である。

## 性質
- 882は合成数であり、約数は1, 2, 3, 6, 7, 9, 14, 18, 21, 42, 49, 63, 98, 126, 147, 294, 441, 882である。
  - 約数の和は2223。
    - 約数の和が奇数になる50番目の数である。1つ前は841、次は900。

  - 216番目の過剰数である。1つ前は880、次は888。
- 197番目のハーシャッド数である。1つ前は880、次は888。
  - 18を基とする20番目のハーシャッド数である。1つ前は864、次は918。
- 882 = 2 × 212
  - n = 21 のときの 2n 2 の値とみたとき1つ前は800、次は968。(オンライン整数列大辞典の数列 A001105)
- 882 = 2 × 32 × 72
  - 3つの異なる素因数の積で p 2 × q 2 × r の形で表せる12番目の数である。1つ前は828、次は980。(オンライン整数列大辞典の数列 A179643)
- 882 = 12 + 162 + 252 = 32 + 122 + 272 = 42 + 52 + 292 = 82 + 172 + 232 = 92 + 152 + 242 = 112 + 192 + 202
  - 異なる3つの平方数の和6通りで表せる40番目の数である。1つ前は875、次は885。(オンライン整数列大辞典の数列 A025344)
- 882 = 33 + 73 + 83
  - 3つの正の数の立方数の和1通りで表せる116番目の数である。1つ前は881、次は902。(オンライン整数列大辞典の数列 A025395)
  - 異なる3つの正の数の立方数の和1通りで表せる62番目の数である。1つ前は881、次は918。(オンライン整数列大辞典の数列 A025399)
  - n = 3 のときの 3n + 7n + 8n の値とみたとき1つ前は122、次は6578。(オンライン整数列大辞典の数列 A074558)
- 882 = 13 + 33 + 53 + 93
  - 4つの正の数の立方数の和で表せる248番目の数である。1つ前は880、次は883。(オンライン整数列大辞典の数列 A003327)
  - 異なる正の数の4つの立方数の和1通りで表せる61番目の数である。1つ前は880、次は883。(オンライン整数列大辞典の数列 A025408)
- 882 × 288 = 5042
  - 回文数でなく末桁が0でない数で逆順に並べた数との積が平方数になる9番目の数である。1つ前は867、次は961。(オンライン整数列大辞典の数列 A062917)
    - この数が平方数でない数では6番目である。1つ前は867、次は1584。(オンライン整数列大辞典の数列 A082994)
- 桁の調和平均が4になる14番目の数である。1つ前は828、次は2488。(オンライン整数列大辞典の数列 A062182)
例．3/1/8 + 1/8 + 1/2 = 4
- n = 882 のとき n と n − 1 を並べた数を作ると素数になる。n と n − 1 を並べた数が素数になる96番目の数である。1つ前は874、次は888。(オンライン整数列大辞典の数列 A054211)
- n = 882 のとき n と n + 1 を並べた数を作ると素数になる。n と n + 1 を並べた数が素数になる107番目の数である。1つ前は870、次は896。(オンライン整数列大辞典の数列 A030457)
  - n = 882 のとき n と n − 1 および n と n + 1 を並べた数が素数になる20番目の数である。1つ前は840、次は1002。(オンライン整数列大辞典の数列 A068700)
例．882881 と 882883 は素数。またこの2つの素数は双子素数である。
- 約数の和が882になる数は3個ある。(416, 586, 881) 約数の和3個で表せる22番目の数である。1つ前は810、次は888。
- 各位の和が18になる44番目の数である。1つ前は873、次は891。

## その他 882 に関連すること
- 西暦882年
- 紀元前882年
- STVラジオ釧路、江差牛、北桧山局とNHK静岡第一放送静岡局の周波数は、882 kHz。
- 882 × 10−2 = 8.82 は 2π の近似値である。(オンライン整数列大辞典の数列 A217459)